# Relaciones Catar-México
Las naciones de Catar (Qatar) y México establecieron relaciones diplomáticas en 1975. Ambas naciones son miembros de las Naciones Unidas.

## Historia
Las relaciones diplomáticas entre dos naciones comenzaron el 30 de junio de 1975, unos años después de que Catar se independizó del Reino Unido. Desde el establecimiento de las relaciones diplomáticas, ambas naciones se mantuvieron en contacto principalmente a través de organizaciones internacionales como las Naciones Unidas. En los últimos años, la cooperación entre las dos naciones ha aumentado. 
En junio de 2010, la secretaria de Relaciones Exteriores de México, Patricia Espinosa, realizó una visita a Catar. En 2014, el secretario de Relaciones Exteriores de México, José Antonio Meade, también realizó una visita a Catar.  Ese mismo año, Catar abrió una embajada en la Ciudad de México. El gesto fue retribuido en 2015 cuando México abrió una embajada en Doha. 
,
En noviembre de 2015, el Emir catarí Tamim bin Hamad Al Thani realizó una visita oficial a México. Durante la visita del Emir, se firmaron varios acuerdos y memorandos. En enero de 2016, el presidente mexicano Enrique Peña Nieto realizó una visita oficial a Catar y estuvo acompañado por la secretaria de Relaciones Exteriores, Claudia Ruiz Massieu Salinas. Durante su visita, el presidente Peña Nieto se reunió con el Jeque Tamim bin Hamad Al Thani y ambos mandatarios firmaron diversos acuerdos de cooperación.
En agosto de 2021, con el regreso del control de los talibanes en Afganistán; México en coordinación con Catar, ayudó en la evacuación de más de 2.000 refugiados afganos. Los aviones de la Fuerza Aérea de Catar llegaron al Aeropuerto Internacional de la Ciudad de México con los ciudadanos afganos.ref>México brinda protección humanitaria a grupo de afganos en riesgo</ref>
En marzo de 2022, el canciller mexicano Marcelo Ebrard realizó una visita a Catar y se reunió con su homólogo, el canciller catarí Mohammed bin Abdulrahman Al Thani. Mientras estuvo en Catar, Ebrard habló sobre la próxima Copa Mundial de Fútbol que se llevará a cabo en Catar y asistió al Foro de Doha. En noviembre del mismo año, el canciller Ebrard regresó a Catar e inauguró el Centro México en Doha para proporcionar protección y asistencia consular a los cerca de 100 mil aficionados mexicanos que asistirá a la Copa del Mundo.
En febrero de 2024, el secretario de Agricultura de México, Víctor Villalobos Arámbula, realizó una visita de cuatro días a Catar para buscar oportunidades de inversión catarí en la industria agrícola de México.

## Visitas de alto nivel

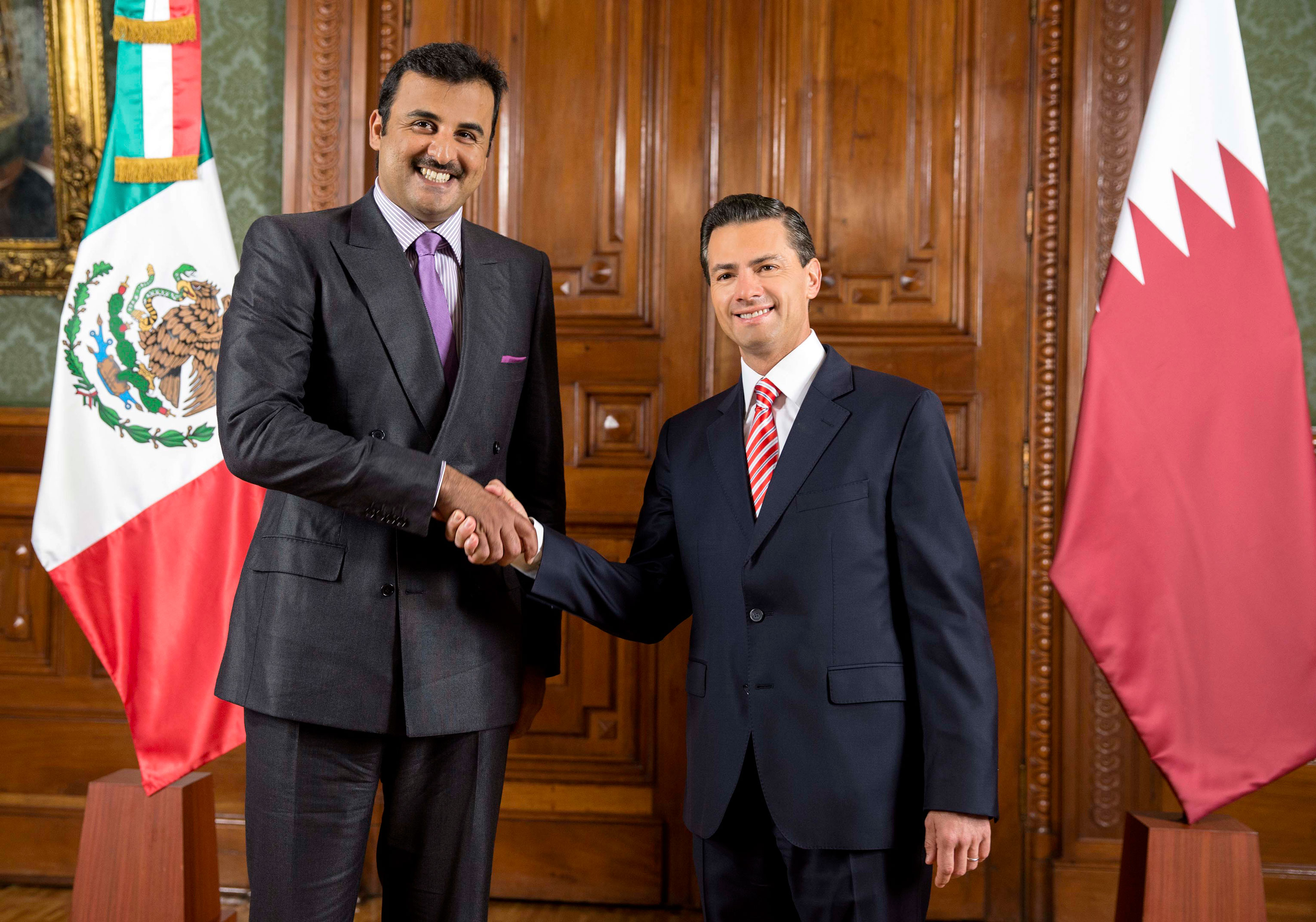
El Emir catarí Tamim bin Hamad Al Thani reunido con el presidente mexicano Enrique Peña Nieto en la Ciudad de México, noviembre de 2015.

Visitas de alto nivel de Catar a México
- Emir Tamim bin Hamad Al Thani (2015)

Visitas de alto nivel de México a Catar
- Subsecretaria de Relaciones Exteriores Lourdes Aranda (2007, 2011)
- Secretaria de Relaciones Exteriores Patricia Espinosa (2010)
- Secretario de Relaciones Exteriores José Antonio Meade (2014)
- Subsecretario de Relaciones Exteriores Carlos de Icaza (2014)
- Presidente Enrique Peña Nieto (2016)
- Secretaria de Relaciones Exteriores Claudia Ruiz Massieu Salinas (2016)
- Secretario de Relaciones Exteriores Marcelo Ebrard (marzo y noviembre de 2022)
- Secretario de Agricultura Víctor Villalobos Arámbula (2024)

## Acuerdos bilaterales
Ambas naciones han firmado varios acuerdos bilaterales, como un Acuerdo para Evitar la Doble Imposición y Prevenir la Evasión Fiscal en Materia de Impuesto sobre la Renta (2012); Acuerdo sobre servicios aéreos (2015); Acuerdo de Cooperación Técnica (2015); Acuerdo de Cooperación Artística y Cultural (2016); Acuerdo de cooperación entre las agencias de noticias mexicanas y cataríes (2016); Memorando de Entendimiento de Cooperación en los Sectores de Energía (2016); Acuerdo de Cooperación Educativa (2016); Memorando de Entendimiento en Cooperación Deportiva (2016); y un Memorando de Entendimiento entre el Banco Nacional de Comercio Exterior de México (Bancomext) y el Banco de Doha y el Banco Nacional de Catar (2016).

## Comercio
En 2023, el comercio total entre las dos naciones ascendió a $233 millones de dólares. Las principales exportaciones de México a Catar incluyen: tubos y tuberías de hierro o acero, vehículos automotores para el transporte de mercancías y personas, equipo médico, discos, cintas y otros medios para grabaciones de sonido; maquinaria, llantas de caucho, productos de base química, alcohol, frutas, verduras, nueces, y fibra de vidrio. Las principales exportaciones de Catar a México incluyen: aluminio en bruto, nitrogenados minerales o químicos, petróleo, telas tejidas, y artículos de plástico.
Qatar Airways opera servicios de carga entre Doha y la Ciudad de México. La empresa multinacional mexicana KidZania opera en Catar.

## Misiones diplomáticas residentes
- Catar tiene una embajada en la Ciudad de México.[16]
- México tiene una embajada en Doha.[17]